# El Peñol (Antioquia)
El Peñol es un municipio de Colombia, localizado en la subregión Oriente del departamento de Antioquia. Limita por el norte con el municipio de Concepción; por el nororiente con el municipio de   Alejandría;  por el occidente con los municipios de San Vicente, El Santuario y Marinilla; por el sur, con el municipio de Granada, y por el oriente con el municipio de Guatapé. Toda la macrorregión donde se localiza este municipio de El Peñol es conocida como "El Oriente Antioqueño"

## Generalidades
El pueblo original fue fundado el 20 de junio de 1714 por Fray Miguel de Castro y Rivadeneiro, y erigido como municipio en 1774. Dista 69 kilómetros de Medellín, capital del departamento de Antioquia.
Sus apelativos tradicionales son «Tierra de Agua» y «El Ave Fénix de Antioquia».
El Peñol cuenta con 23 veredas, como: Despensas, La Magdalena, El Marial, La Chapa, Palmira, Santa Ana, El Salto, Santa Inés, Horizontes, El Morro, Guamito, El Carmelo, La Hélida, Concordia, La Meseta, Chiquinquirá, El Chilco, Bonilla, La Culebra, Palestina, La Cristalina, La Magdalena, El Uvital. Se comunica por carretera con Guatapé, Granada, El Santuario y Marinilla.
Este municipio, al igual que el municipio cundinamarqués de Guatavita, pasó de ser un municipio agrícola a un municipio dedicado al turismo y la pesca de río. Cuando se construyó el embalse hidroeléctrico de "El Peñol", la zona urbana del municipio y parte de la zona rural quedaron completamente sumergidas en las aguas de un embalse. Simultáneamente el la zona urbana fue reconstruida en su totalidad, en una localidad cercana, pero con una arquitectura totalmente diferente de la colonial que caracterizaba la original Zona urbana de El peñol. Cuando los peñolenses vieron su nuevo centro urbano, diversas opiniones y posiciones surgieron. Algunos aceptaban el milagro de haber recuperado su centro urbano, pero muchos estuvieron descontentos con el diseño arquitectónico y urbanístico que había ignorado completamente la arquitectura y diseño colonial de su pueblo original. Hoy en día ya todos se encuentran conformes y han termindado por aceptar y acostumbrarse a su nuevo centro urbano que cada día se expande y crece. 
Su historia tiene como hecho curioso, que su primer párroco, José Joaquín Hoyos fue elegido por votación popular, lo que demuestra una vocación democrática. La historia del viejo Peñol y de la construcción de la represa, titulada La destrucción del viejo Peñol por el embalse fue escrita por el señor Juan Bautista Hernández Salazar, quien participó activamente en las gestiones de planeación de esta hazaña. El señor Juan Bautista Hernández Salazar (1926 El Peñol-2005 Medellín) es también el padre de la reconocida poeta colombiana Consuelo Hernández.

## Historia
La comunidad de El Peñol tiene una trayectoria desde el año de 1644, cuando Fray Miguel de Castro y Rivadeneira inició un resguardo indígena en el sitio denominado "Zacatín".
Hace 300 años, sus antepasados esperaban la cédula de la Real Audiencia de la Nueva Granada para protocolizar la fundación del pueblo de habitantes originarios, oficialmente llamado por la Corona Española como: “Resguardo Indígena de San Antonio del Remolino de El Peñol”, la población alcanzaba escasamente 200 personas.
Es así como hace 300 años en 1714 se fundó El Peñol en el sitio conocido como "Viejo Peñol", donde permaneció su centro urbano hasta el año de 1978, cuando se efectuó el traslado a la actual ubicación. En la plaza principal se levantaba un templo construido por la misma comunidad de mediados del siglo XIX.
Aunque el nuevo centro urbano de El Peñol, difiere en casi todo (excepto en parte de la cultura de sus habitantes) al centro original, la comunidad ha triunfado en su proceso de adaptación al nuevo entorno, dándole la calidez, el colorido, y la hospitalidad que hoy como ayer caracteriza a todos los habitantes de este municipio. El Peñol posee uno de los centros urbanos de Colombia que más índice de espacio público presenta por habitante, (20 m²). Posee piscinas, campos deportivos, hospital, parques públicos, jardines que lo adornan, entre otros.
Este municipio se convirtió en destino turístico después de que gran parte de su territorio fue inundado para la construcción del gigantesco embalse de El Peñol-Guatapé. Es un municipio que posee facilidades para deportes acuáticos, para la navegación en botes de motor y de vela,. Por ello es también un excelente lugar para paseos en lancha o en motos acuáticas, y en yates. Además dentro del área municipal el pueblo cuenta con atractivos naturales como la Piedra del Marial, que forman parte del amplio portafolio de posibilidades turísticas que ofrece esta municipalidad.

## Demografía
Población Total: 21 049 hab. (2018:)
)
- Población Urbana: 11 022
- Población Rural: 10 027

Alfabetismo: 90.8% (2005)
- Zona urbana: 92.7%
- Zona rural: 88.8%

### Etnografía
Según las cifras presentadas por el DANE del censo 2005, la composición etnográfica del municipio es: 
- Mestizos & Blancos (99,6%)
- Afrocolombianos (0,4%)

## Economía
Actividad económica: agricultura, ganadería y turismo comercio.

## Destinos ecológicos y atracciones turísticas

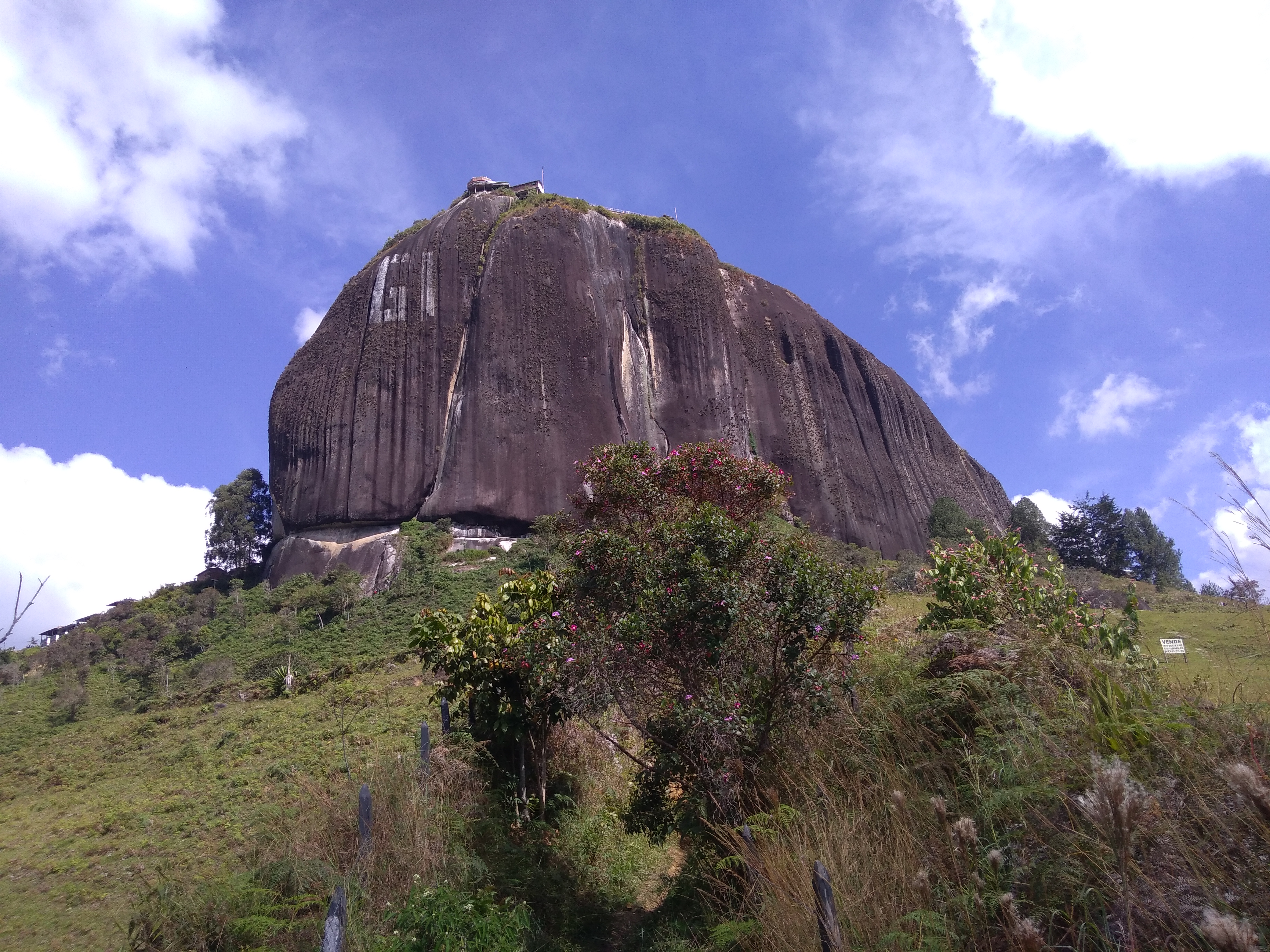
Piedra del Peñol.

- Piedra del Marial: se encuentra en la vereda El Marial. Consta de dos moles de piedra yuxtapuestas. Es un lugar de peregrinación religiosa muy visitado en la Semana Santa, dónde se encuentra la gruta de la advocación de María, La Divina Pastora.
- Cascadas de la cañada
- Templo Roca o Iglesia Nuestra Señora del Rosario de Chiquinquirá.
- La Piedra del Peñol.
- Réplica del Viejo Peñol
- El Embalse
- La Casa Museo del Doctor Demetrio Galeano
- La piedra Fantasma
- Puente Canecas
- La escultura del Ave Fénix
- Las galerías
- Museo Histórico de El Peñol
- Plaza El Tomatero
- El Chiflón
- Mirador El Salvador
- Parque Ecológico
- Bosque Los Pitufos
- Finca La Manuela